# Marco Fabio Licino
Marco Fabio Licino (en latín, Marcus Fabius C. f. M. n. Licinus) fue un político romano proveniente de la gens patricia romana Fabia, cónsul en el año 246 a. C., probablemente el hijo del cónsul de 273 a. C., Cayo Fabio Licino.

## Carrera política
Fabio llegó al consulado del año 246 a. C. con Manio Otacilio Craso como colega. Los dos cónsules estaban luchando durante la primera guerra púnica, en Sicilia contra los ejércitos de los cartagineses, por lo que se tuvo que nombrar a un dictador, Tiberio Coruncanio, para presidir las próximas elecciones consulares.
Al parecer, combatió sin éxito contra los cartagineses, tal como había ocurrido con los cónsules del año anterior. Del mismo modo, sus sucesores fueron igualmente un fracaso.